# Universidade Americana da Escola de Medicina do Caribe

A Universidade Americana do Caribe (Em inglês: American University of the Caribbean, AUC) é uma instituição de ensino superior, sediada na parte holandesa da ilha caribenha de São Martinho. A instituição foi fundada em 1978, e atualmente oferece o curso de Medicina. A AUC é credenciada pela Comissão de Credenciamento de Faculdades de Medicina, que utiliza os critérios americanos para o curso de medicina, e concede bolsas de estudo aos cidadãos americanos.    